# Noyau interne
« Graine (géologie) » et « Graine terrestre » redirigent ici. Pour les autres significations, voir Graine (homonymie).
Cet article concerne le noyau de la Terre. Pour les autres significations, voir Noyau.
Pour un article plus général, voir Structure interne de la Terre.

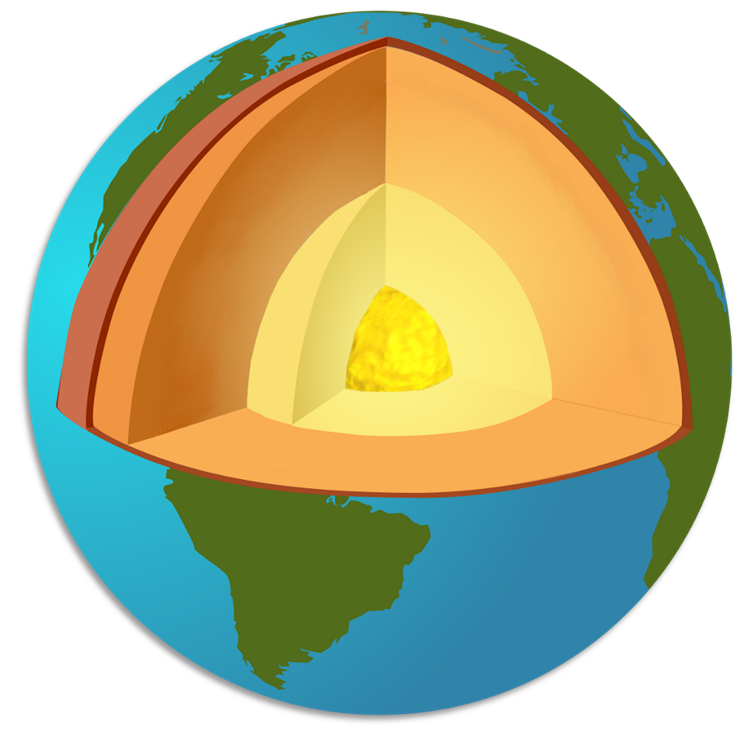
Écorché de l'intérieur de la Terre. La graine est la partie jaune vif située au centre.

Le noyau interne, ou la graine, est la partie solide située au centre de la Terre. C'est une boule de 1 220 kilomètres de rayon située au centre du noyau externe (liquide). Elle est composée d'un alliage de fer et de nickel, ainsi que d'éléments plus légers. La frontière entre le noyau externe et le noyau interne est appelée discontinuité de Lehmann, ou ICB (pour inner core boundary).

## Découverte
La graine a été découverte par la sismologue danoise Inge Lehmann en 1936. Dans la publication originelle, elle a interprété l'observation de l'arrivée inattendue d'une onde sismique dans des sismogrammes de télé-séismes comme la réflexion sur une boule interne dont elle a évalué le rayon à 1/6ème du rayon terrestre.

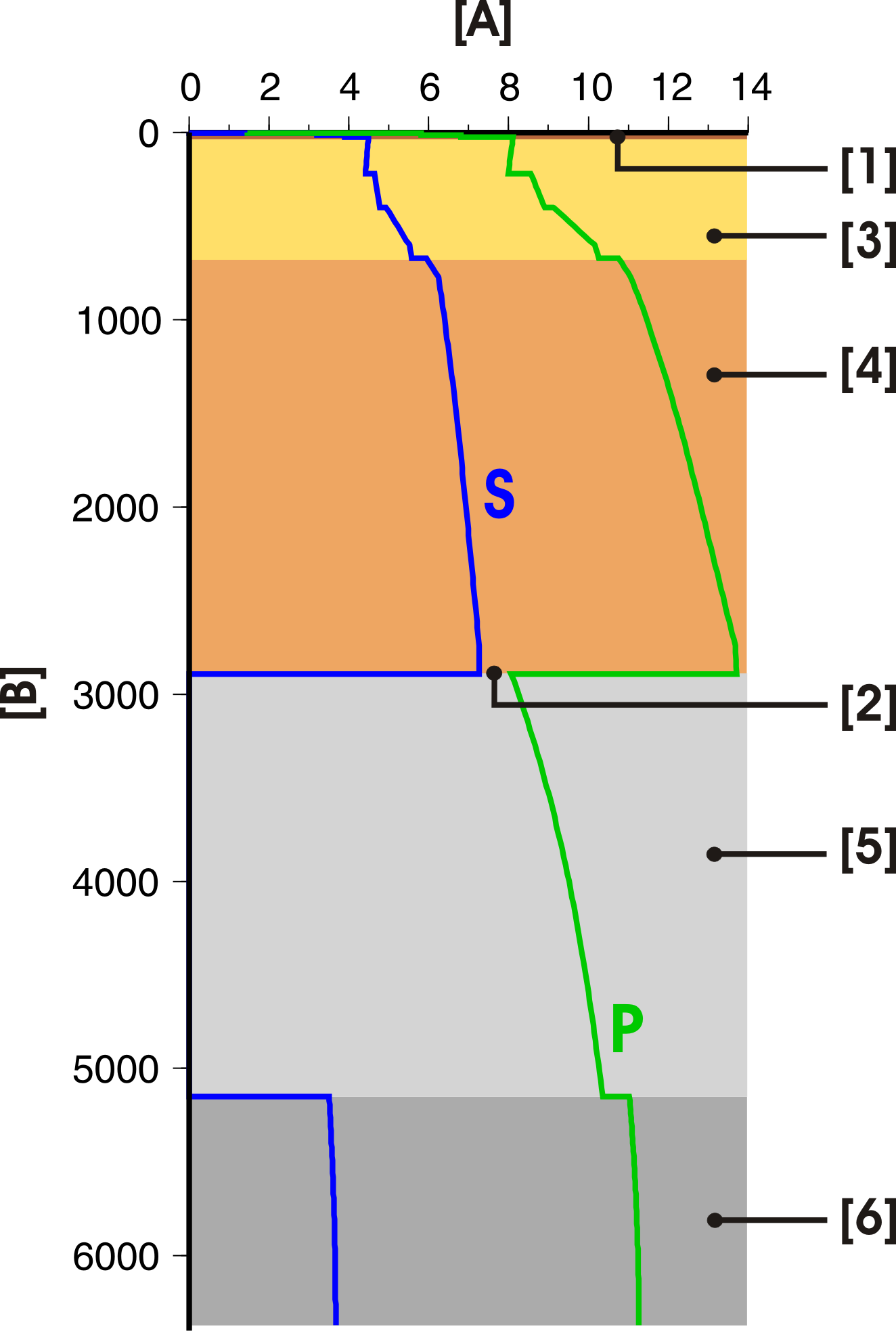
Vitesse sismique de compression P et de cisaillement S à l'intérieur de la Terre selon le modèle PREM. La graine est la région la plus profonde à 5150 km, étiquetée 6 au-dessous du noyau externe, liquide, et qui ne permet pas la propagation des ondes de cisaillement S.

Cette découverte a été confirmée par la sismologie moderne et en particulier lors de la publication du modèle PREM (Preliminary Reference Earth Model), qui fixe son rayon à 1 221,5 km. D'autre part, la propagation des ondes de cisaillement (S) permet d'affirmer qu'elle est solide alors que la couche environnante de la graine, le noyau externe, ne transmet pas les ondes de cisaillement et de ce fait est liquide.
Ce même modèle PREM permet aussi d'évaluer sa densité qui augmente de 12 300 kg/m3 à la surface de la graine à 13 100 kg/m3 au centre de la Terre.
En 1995, un nouveau modèle sismologique ak135 fixe le rayon de la graine à 1 217,5 km en cohérence avec les résultats de la sismologue française Annie Souriau qui a étudié son ellipticité en analysant la réflexion des ondes à la surface de la graine.
L'observation directe des ondes de cisaillement (S) dans la graine est controversée, mais semble avoir été validée.

## Structure
La présence d'une sous-graine (innermost inner core en anglais) a été avancée par des chercheurs américains en 2002, qui serait confirmée par une étude plus récente. Ces études s'appuient des variations de l'anisotropie sismique de la graine.
La présence d'hétérogénéités à petite échelle a été identifiée à partir de la rétrodiffusion des ondes P de haute fréquence. En 2022, les données acquises de 1969 à 1975 par le Large Aperture Seismic Array américain ont permis de construire une carte 3D de ces hétérogénéités sur une profondeur de 500 km pour les 40 % d'étendue du noyau interne accessibles à ce réseau sismique. Elle montre deux régions de forte diffusion, l'une sous l'Asie de l'Est et l'autre sous l'Amérique du Sud, au-dessous des zones les plus froides de la frontière noyau-manteau. Également caractérisées par une forte atténuation, elles sont peut-être dues à des alignements aléatoires de petits cristaux du noyau interne, formés par une solidification rapide.

## Composition
Il n'y a pas d'observation directe de la matière qui constitue la graine terrestre. L'étude des météorites a permis aux géochimistes de construire un modèle chimique de Terre qui par analyse chimique des météorites non différenciées d'une part et du manteau terrestre d'autre part a permis de déduire que le noyau terrestre est principalement constitué de fer. Comme la densité du matériel mesurée par les sismologues est grosso modo comparable à celle du fer dans les conditions de pression et de température du centre de la Terre, nous convenons que le noyau et la graine sont principalement constitués de fer et nickel.
Toutefois, l'excellente précision des mesures de densité du fer pur en laboratoire dans les conditions de pressions et de température du noyau terrestre montre que la densité du liquide du noyau liquide lui est légèrement inférieure (de l'ordre de 10 %). Le liquide du noyau serait donc un alliage de fer et d'éléments plus légers tels que le silicium, l'oxygène, le soufre, le carbone. Des études comparables montrent que le solide de la graine est beaucoup plus proche du fer, ce qui permet d'affirmer que la graine est constitué d'un alliage plus concentré en fer.
Enfin, les minéralogistes essaient de déterminer sous quelle forme cristallisent les cristaux de fer de la graine à l'aide d'expériences en laboratoire et de calculs numériques. Deux arrangements cristallins sont aujourd'hui proposés : un réseau cristallin cubique (fer α cubique centré ou fer δ cubique à faces centrées) et un réseau hexagonal compact, fer ε (en) (voir Structure cristalline).

## Formation
Avec le refroidissement de la Terre qui a fait passer la température au centre du noyau en
deçà de la température de fusion de l'alliage fer-nickel, la graine s'est formée progressivement par solidification du fer du noyau liquide. La surface de la graine correspond donc à une surface de cristallisation, ce qui nous permet, connaissant la pression qui règne à ces profondeurs, d'évaluer la température de la surface de la graine. Pour ce faire, des minéralogistes ont comprimé des échantillons de fer à la pression de la graine et ont chauffé l'échantillon jusqu'à ce qu'il devienne liquide. Cela permet d'avancer que la température actuelle à la surface de la graine est de 5 500 K mais les conditions extrêmes ne permettent pas aujourd'hui de connaitre cette température à plus de 500 K de précision. Notons toutefois que cette température est extrêmement élevée et correspond à la température observée à la surface du Soleil.
Les scénarios de refroidissement de la Terre ont amené les géophysiciens à penser que la graine a commencé à se former il y a 1,5 milliard d'années — c'est-à-dire que l'âge de la graine serait le tiers de l'âge de la Terre —, mais avec une précision de ± 1 milliard d'années. Cette incertitude provient de la mauvaise connaissance de la conductivité thermique du fer dans les conditions extrêmes qui règnent au centre de la Terre. Plus la conductivité thermique est grande, plus la graine est jeune.
Dans les années 2010 la conductivité thermique du fer du noyau a été affinée et revue à la hausse, ce qui conduit à rajeunir la naissance du noyau interne à 500–600 Ma. Pendant longtemps on a manqué de données paléomagnétiques capables de confirmer ou d'infirmer cette gamme d'âge, mais en 2019 des mesures de paléointensité magnétique dans des roches d'âge édiacarien (~565 Ma) indiquent que le moment du dipôle magnétique valait en moyenne ~0,7 × 1022  A  m2, la plus faible valeur jamais déduite des données paléomagnétiques (dix fois plus faible qu'aujourd'hui) ; la direction du champ était également erratique. Comme ces caractéristiques ont perduré ~75 Ma, elles ne sont pas dues à une inversion du champ. Ces résultats sont cohérents avec une géodynamo déclinante tant qu'elle n'était engendrée que par la convection thermique, mais revigorée par la convection solutale dès que le noyau interne a commencé à croître, vers la fin de l'Édiacarien.
Avec ce type de scénario, la graine grandit encore aujourd'hui (son rayon croît de quelques dizaines de mm/an, soit 500 km par milliard d'années) et 10 000 tonnes de fer se solidifient chaque seconde à la surface de la graine. Au fur et à mesure du refroidissement de la Terre, la graine va occuper un espace de plus en plus grand du noyau liquide, réduisant ainsi le volume disponible pour fabriquer le champ magnétique par effet dynamo.
Notons toutefois que lors de l'accrétion de la graine, des éléments légers sidérophiles sont rejetés à la surface de la graine puisque le matériau de la graine est plus pur (dense) que celui du noyau liquide. Ce processus peut amener à la stratification de la graine. Les éléments légers rejetés ainsi s'élèvent dans le noyau liquide et leurs mouvements pourraient participer au processus d'auto génération du champ magnétique. Ce processus dynamique est appelé convection compositionnelle du noyau liquide.

## Les interrogations de la recherche géologique
Le noyau interne reste un endroit mystérieux, et est le sujet de multiples recherches explorant des terrains non balisés.

### Anisotropie sismique de la graine
En 1983, les sismologues français G. Poupinet et collaborateurs ont découvert que les ondes sismiques qui se propageaient parallèlement à l'axe géographique nord-sud, traversaient la graine plus vite que les ondes sismiques voyageant parallèlement à l'équateur. C'est ce qui est appelé aujourd’hui, l’anisotropie sismique de la graine.
Cette observation reste en partie inexpliquée encore en 2015,. Elle provient certainement de l’anisotropie cristalline microscopique du fer, car les calculs minéralogiques ab initio ont montré que les vibrations mécaniques se propagent avec des vitesses différentes selon les directions respectives de propagation et des axes de symétrie du cristal. Cette anisotropie cristalline microscopique serait préservée à l'échelle globale de la graine terrestre.

### Dynamique
La découverte de variations sur des sismogrammes normalement similaires a permis de mettre en évidence que le noyau interne évolue à l'échelle de la décennie. L'explication la plus répandue de ces variations est que la vitesse de rotation du noyau interne est légèrement différente de celle de la Terre.

#### Super-rotation
En s'appuyant sur la rotation apparente de l'anisotropie des ondes sismiques, des chercheurs proposent en 1998 que la graine tourne un peu plus vite que la croûte et le manteau (un tour de plus tous les 3 000 ans), un phénomène dénommé super-rotation de la graine. En 2005 cette rotation différentielle est estimée à 0,3 à 0,5 degré par an, soit un tour de plus tous les 720 à 1 200 ans environ. En 2011 il apparaît que ces premières études présentaient des biais, et que la super-rotation, si elle existe, serait un million de fois plus petite,. En 2019 une étude de la rétrodiffusion, par le noyau interne, des ondes sismiques émises par des tests nucléaires donne pour les années 1971 à 1974 une estimation plus fiable, de 0,07 ± 0,02 deg/an.

#### Autres théories
Suivant une autre théorie, les variations observées pourrait correspondre à une oscillation du noyau autour d’une position moyenne. Une telle oscillation serait compatible avec les variations de durée du jour, et l'absence de retard entre des ondes sismiques qui « frôlent » de part et d'autre le noyau interne.[réf. nécessaire]
Alternativement, le refroidissement de la graine pourrait engendrer des mouvements de convection thermique particuliers, dits de translation, qui aboutirait à la fusion et à la cristallisation de part et d'autre de la graine.
En effet, des différences latérales de température à la base du manteau semblent créer une « empreinte » détectable sur la graine, en affectant la vitesse de cristallisation du fer. Or, l’existence de cette empreinte n’est semble-t-il possible que si les effets de ces différences de température s’exercent toujours aux mêmes endroits de la graine pendant plusieurs centaines de millions d’années, ce qui ne serait donc pas compatible avec une rotation permanente, mais serait possible avec une simple oscillation.

### Consistance du noyau
Il y a un doute sur le fait que le noyau interne soit réellement solide. Par certains aspects il se comporte comme un liquide, alors que d’autres données confirment qu’il est bien solide.
Des chercheurs russes et suédois ont démontré que, dans les conditions qui règnent au centre de notre planète, l’alliage qui compose le noyau interne ne ressemblerait pas aux métaux que l’on connaît à la surface, mais présenterait plutôt des propriétés mécaniques comparables à celles d'un milieu granulaire tel que le sable, ce qui expliquerait les résultats ambigus concernant son état.

### Un noyau interne en deux parties
Des études récentes démontrent que la graine semble elle-même subdivisée en deux parties, une interne et une externe. La partie interne, appelée amande en raison de sa forme, serait plus pure en fer que la partie externe, et serait caractérisée par une structure cristalline anisotrope,,.

### Initialisation de la cristallisation
L'origine de la cristallisation du noyau est mal comprise. En effet si le noyau était initialement intégralement liquide, la cristallisation n'aurait pu se produire qu'à environ 1 000 K à cause du phénomène de surfusion, tandis qu'une nucléation hétérogène (due à la présence de sites solides de nucléation à l'intérieur du noyau liquide chaud) reste improbable. En 2023, une étude de l'influence sur la surfusion d'éléments légers dissous (Si, S, O et C) montre que les concentrations de C et O considérées comme plausibles suffisent presque (à 50 K près) à résoudre le problème, ce qui est prometteur vu l'imprécision des résultats.